# Maruina mollesi
Maruina mollesi és una espècie d'insecte dípter pertanyent a la família dels psicòdids que es troba a Nord-amèrica: Nou Mèxic (els Estats Units).